# Ultimate Custom Night
 (mai 2019).
Si vous disposez d'ouvrages ou d'articles de référence ou si vous connaissez des sites web de qualité traitant du thème abordé ici, merci de compléter l'article en donnant les références utiles à sa vérifiabilité et en les liant à la section « Notes et références ».
Five Nights at Freddy's: Ultimate Custom Night, aussi appelé Five Nights at Freddy's 7 (abrégé en FNaF: UCN ou FNaF 7), est un jeu vidéo indépendant de type survival horror en point-and-click développé par Scott Cawthon, sorti en 2018. Le jeu reprend presque tous les personnages et décors des précédents opus, pour en faire le « tome ultime ». FNaF: Ultimate Custom Night possède un impact sur l'histoire des jeux de la franchise.
Le jeu est disponible gratuitement depuis le 27 juin 2018 sur les plateformes Steam et Game Jolt, depuis le 28 avril 2020 sur Android et iOS et depuis le 30 avril 2021 sur Nintendo Switch, PS4 et Xbox One.

## Histoire du jeu
Le jeu a été créé à partir d’un sondage réalisé par Scott Cawthon visant à faire une mise à jour du jeu Five Nights at Freddy’s Pizzeria Simulator, ce sondage proposait soit de faire une pizzeria tycoon infinie, ou bien alors de reprendre le concept de Five Nights at Freddy’s 1 et de Five Nights at Freddy’s 2 (dans lesquels on pouvait modifier la difficulté de l’IA de chaque animatronique entre 1 et 20), mais également celui de Five Nights at Freddy’s : Sister Location (dans lequel l’on pouvait modifier la difficulté des animatroniques selon des configurations préfaites et un choix de difficulté allant de Easy à V.Hard). La communauté a voté pour la deuxième option, et UCN a vu le jour. Il a été d’une grande aide pour les théoriciens puisque lorsque le joueur se fait tuer par l’un des animatroniques, il va s’addresser directement au joueur sur l’écran de mort afin de dire des choses intéressantes, ou bien uniquement pour se moquer de celui-ci.
Vous incarnez le gardien de la franchise et vous devez survivre 5 nuit aux dangereux animatroniques hanté par des enfants tué par William afton aussi connu sous le nom de purple Guy.
C’est un jeu qui a fait parler de lui pour sa difficulté extrême. Très peu de gens ont réussi à vaincre tous les animatroniques sur la difficulté maximale (également appelé le 50/20 mode). Quand Scott s’est aperçu de cela, il a annoncé que celui qui réussirait le premier aurait le droit à une interview de lui-même. Cela a créé dès lors un vaste engouement pour le jeu. Ce fut chose faite avec la victoire de Dawko, un des fans de longue date de Scott, lors d'un de ses lives. Il eut ainsi le droit d'interviewer Scott.